# Brugsværdi
Brugsværdien er den nytteværdi, dvs. anvendelighed, som gør en vare salgbar. Dette skal ses i modsætning til varens bytteværdi, som er dens værdi i et bytteforhold. Begge værdier kommer til udtryk i varen arbejdskraft, der både har en brugsværdi (nemlig til fremstilling af varer eller tjenesteydelser) og en bytteværdi (udtrykt i timelønnen).